# Herz im Kopf
Herz im Kopf oder alternativ Herz über Kopf ist ein deutscher Spielfilm aus dem Jahre 2001.

## Handlung
Nachdem seine Mutter gestorben ist, verlässt Jakob (Tom Schilling) mitten im Schuljahr die Heimat und zieht zu seinem Vater nach Berlin. Als er auch dort nicht glücklich wird, zieht er zu seiner Schwester Petra nach Frankfurt; hier setzt der Film ein. Petra (Anna von Berg) wurde gerade von ihrem Freund verlassen, ist schwanger und hat bereits für ihren achtjährigen Sohn Patrick zu sorgen. Jakob entscheidet sich, ihr zu helfen. Als er dem polnischen Au-pair-Mädchen Wanda (Alicja Bachleda-Curuś) begegnet, verliebt er sich in sie; Wanda jedoch zögert. Jakob ist eifersüchtig auf Dirk (Matthias Schweighöfer) der Wanda ebenfalls Avancen macht. Zudem mögen Wandas Au-pair-Eltern Jakob nicht. Zu allem Überfluss muss er sich auch noch mit seinem ehemaligen Pfadfinder-Kumpel Helmut (Sebastian Kroehnert) herumschlagen. Trotz alledem nähern sich Jakob und Wanda langsam einander an.

## Hintergrund
Das Autoren-Team Gutmann/Schmid hatte bereits gemeinsam das Drehbuch zu Filmen wie Nach Fünf im Urwald, 23 – Nichts ist so wie es scheint und Crazy geschrieben und Kinoerfolge gefeiert. Bisher hatte bei diesen Kinohits Hans-Christian Schmid die Regie geführt, bei Herz im Kopf war es erstmals Michael Gutmann.
Die polnische Schauspielerin und Sängerin Alicja Bachleda-Curuś war in ihrer Heimat bereits ein Star durch das Epos Pan Tadeusz unter der Regie von Andrzej Wajda und hatte vor den Dreharbeiten zu Herz im Kopf ihre ersten Deutsch-Stunden.

## Kritiken
- Lexikon des internationalen Films: Ein hervorragender Jugendfilm, geprägt von kleinen Gesten und liebevoll skizzierten Personen, getragen von überzeugenden Darstellern. Die unspektakuläre Geschichte wird fern von modischen Referenzen erzählt und schafft gerade durch ihre Zurückgenommenheit einen zeitübergreifenden Raum von "Jugend".[1]